# Cucullia obscurior
Cucullia obscurior är en fjärilsart som beskrevs av Smith 1892. Cucullia obscurior ingår i släktet Cucullia och familjen nattflyn. Inga underarter finns listade i Catalogue of Life.